# San José (rijeka u Urugvaju)
San José ili u prijevodu Sveti Josip je rijeka u Urugvaju. Protječe gradom San Joséom, sjedištem istoimenog departmana.
Pripada slijevu Atlantskog oceana, jer se ulijeva u estuarij La Platu.

## izvori
1. 1 2   britannica.com, Encyclopædia Britannica, "San José, Urugvaj", pristupljeno 20. lipnja 2016. (engl.)

- Rand McNally, The New International Atlas (Novi međunarodni atlas), 1993. (engl.)